# سان‌بیم تایگر

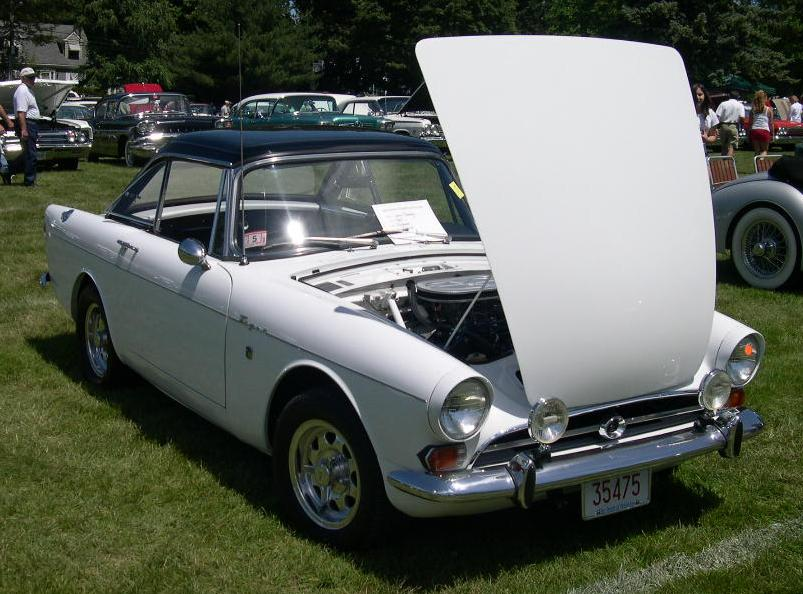

سان‌بیم تایگر (Sunbeam Tiger) خودرویی است که در سال‌های ۱۹۶۴ تا ۱۹۶۷۷،۰۸۵ builtتولید شده‌است.
این خودرو در کلاس خودرو اسپورت قرار گرفته و وزن آن در حالت طبیعی ۲٬۶۴۶ پوند (۱٬۲۰۰ کیلوگرم) است.
موتور آن ۴۲۶۱ سی‌سی سیستم جعبه‌دندهٔ آن به صورت دستی است.